# Tomas Alfredson
Hans Christian Tomas Alfredson, född 1 april 1965 på Lidingö, är en svensk regissör. Han är medlem i, och regissör för, Killinggänget. För Fyra nyanser av brunt och Låt den rätte komma in har han tilldelats Guldbaggen i kategorin Bästa regi.

## Biografi
Tomas Alfredson växte upp i ett hem där fadern ofta var borta. Han uppfostrades därför mest av sin mamma. Varje sommar var han med sin far Hans Alfredson vid filminspelningar och fick även medverka i mindre roller. 
Den egna karriären började vid Svensk Filmindustri. Därefter var han på det nystartade TV4, där han bland annat arbetade med Fångarna på fortet och Jeopardy!. På SVT debuterade han som regissör med serien Bert. Ett publikt genombrott kom 1995 med filmen Bert – den siste oskulden, som också var hans debut som långfilmsregissör. År 1999 blev han medlem i Killinggänget som gruppens regissör. Hans första film där blev Torsk på Tallinn 1999. 
Alfredsons Låt den rätte komma in vann pris för Bästa film 2008 vid Tribeca Film Festival i New York, fick Méliès d'or av European fantastic film festivals federation och fyra priser vid Fantasia-festivalen i Montréal i Kanada. Samma år tilldelades den fem Guldbaggar, bland annat för Bästa regi.

### Internationell karriär

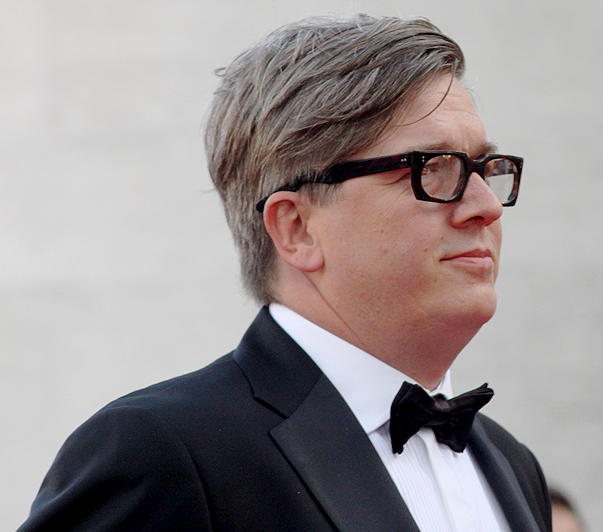
Tomas Alfredson vid Londonpremiären av Tinker, Tailor, Soldier, Spy i september 2011.

2011 hade Alfredsons filmatisering av John le Carrés Mullvaden premiär, med namnet Tinker, Tailor, Soldier, Spy. Filmen blev internationellt uppmärksammad och Oscarsnominerades samt utsågs bland annat till Bästa brittiska film på BAFTA Awards.

### Nyinspelning av Bröderna Lejonhjärta
År 2012 offentliggjordes att Alfredsons nästa projekt skulle bli en nyinspelning av Astrid Lindgrens Bröderna Lejonhjärta. Alfredson skulle stå för regin medan författaren John Ajvide Lindqvist skrev manus. Filmen fick en budget på 200 miljoner kronor. Produktionen kom dock att fördröjas men Alfredsson uppgav 2018 att han fortfarande hade för avsikt att filmatisera berättelsen.

### Familj
Tomas Alfredson är son till Hans Alfredson och Gunilla Alfredson samt bror till Daniel Alfredson. Han var från 1992 till 1999 gift med Cissi Elwin, som han har två barn med. Han är (2020) gift med Charlotte Alfredson och de har tillsammans ett barn.

## Filmografi

### Roller
- 1971 – Äppelkriget
- 1978 – Picassos äventyr
- 1981 – Sopor
- 1982 – Den enfaldige mördaren
- 1983 – P & B
- 1994 – Bert (TV-serie) (2 avsnitt)
- 1995 – Bert – den siste oskulden
- 1997 – Irma & Gerd (TV-serie)
- 2004 – Fyra nyanser av brunt
- 2005 – Landins (TV-film)
- 2006 – AK3 - Dolda beslut (TV-serie)
- 2018 – Scener ur natten (kortfilm)

### Regi
- 1988 – Familjen Schedblad (TV-serie)
- 1990 – Ikas TV-kalas (TV-serie)
- 1994 – Bert (TV-serie)
- 1995 – Bert – den siste oskulden (långfilm)
- 1997 – Irma & Gerd (TV-serie)
- 1999 – Fyra små filmer med Killinggänget (Gunnar Rehlin, Ben & Gunnar, På sista versen, Torsk på Tallinn, en serie TV-filmer)
- 1999 – Offer och gärningsmän (TV-serie)
- 2000 – Soldater i månsken (TV-serie)
- 2002 – Spermaharen (direkt till video)
- 2003 – Kontorstid
- 2004 – Fyra nyanser av brunt med Killinggänget (långfilm)
- 2005 – Landins (TV-film)
- 2005 – En dålig idé (TV-film)
- 2005 – Min sista vilja (TV-film)
- 2005 – Pappas lilla tjockis (TV-film)
- 2005 – Dear Mr. Barroso (kortfilm)
- 2005 – En decemberdröm (Sveriges Televisions julkalender 2005; se länk från SVT)
- 2007 – Johan Rheborg: Hur tänker hon? (direkt till video)
- 2008 – Låt den rätte komma in (långfilm)
- 2008 – Skattesmitaren (kortfilm)
- 2011 – Sissela Kyle - Dina dagar är räknade (stand-up film)
- 2011 – Tinker, Tailor, Soldier, Spy (långfilm)
- 2017 – Snömannen (långfilm)
- 2018 – Bergmans Reliquarium (kortfilm)
- 2020 – Se upp för Jönssonligan (långfilm)
- 2022 – Jag ska bara... sa Alfons Åberg (kortfilmspaket)
- 2025 – Trolösa (TV-serie)

## Teater

### Regi (ej komplett)
| År   | Produktion                                         | Upphovsmän                          | Teater                                                |
| ---- | -------------------------------------------------- | ----------------------------------- | ----------------------------------------------------- |
| 2000 | Glenn Killing på Grand                             | Killinggänget                       | Grand Hôtel                                           |
| 2004 | Hur tänker hon?                                    | Robert Dubac                        | Lisebergsteatern Rival Chinateatern Cirkus, Stockholm |
| 2008 | My Fair Lady                                       | Frederick Loewe och Alan Jay Lerner | Oscarsteatern                                         |
| 2008 | Dina dagar är räknade                              | Calle Norlén                        | Rival                                                 |
| 2009 | Drömmen om Herrön                                  |                                     | Dramaten                                              |
| 2012 | Ett informellt samtal om den nuvarande situationen | John Ajvide Lindqvist               | Dramaten                                              |

### Roller
| År   | Roll        | Produktion                                         | Regi            | Teater      |
| ---- | ----------- | -------------------------------------------------- | --------------- | ----------- |
| 2007 | Medverkande | Allsång på Vasan Jonas Gardell och Tomas Alfredson | Tomas Alfredson | Vasateatern |

## Filmmanus (i urval)
- 2004 – Fyra nyanser av brunt